# Villequier
Villequier era una comuna francesa situada en el departamento de Sena Marítimo, de la región de Normandía, que el 1 de enero de 2016 pasó a ser una comuna delegada de la comuna nueva de Rives-en-Seine al fusionarse con las comunas de Caudebec-en-Caux y Saint-Wandrille-Rançon.

## Demografía
| Gráfica de evolución demográfica de Villequier entre 1800 y 2013 |
|                                                                  |

Los datos demográficos contemplados en este gráfico de la comuna de Villequier se han cogido de 1800 a 1999 de la página francesa EHESS/Cassini, y los demás datos de la página del INSEE.